# 欧登塞足球俱乐部
欧登塞足球俱乐部（丹麥語：Odense Boldklub，简称Odense BK或OB）为丹麦菲英岛首府欧登塞的一个职业足球俱乐部。该队3次夺得联赛冠军，5次丹麥盃。该队现参加丹麥足球超級聯賽。

## 历史
1887年7月12日，俱乐部的前身欧登塞板球俱乐部（Odense Cricketklub）成立。1889年，俱乐部成立足球部并改为现名。1968年，俱乐部搬到奥达伦（Ådalen）。
1916年，欧登塞首次获得省冠军，并晋级丹麦足球锦标赛的半决赛，最终以3–9负于1893足球會。
1951年，欧登塞在丹麦足球甲级联赛获得银牌，这是他们首次赢得联赛奖牌。但随后俱乐部开始走下坡路，1955年降级到丹麦足球乙级联赛。此后球队又经历了多次升降级，直到1975年才终于在顶级联赛站稳脚跟。
1974年，欧登塞首次进入丹麦杯决赛，最终以5–2负于万洛瑟，欧登塞前锋佩尔·巴特拉姆被评为本场赛事的最佳球员。
1975年，欧登塞在主教练的带领下回到甲级联赛。1977年，他们赢得了首个联赛冠军，中场球员阿兰·汉森被评为联赛最佳射手并获丹麥足球先生荣誉。凭借这次联赛夺冠，欧登塞在1978年首次参加欧洲冠军杯，在第一轮即负于保加利亚球队索菲亞火車頭。
1980年，欧登塞获得联赛铜牌。1982年，他们再次在联赛夺冠，并在1983年赢得丹麦杯冠军，成为双冠王。
1989年，在新任主教练罗尔德·波尔森的带领下，欧登塞在联赛中击败卫冕冠军布隆德比再次夺冠。
1991年，欧登塞在自家主场歐登塞球場以点球大战击败奥尔堡，再次捧起丹麦杯。但在联赛方面，这一年的欧登塞表现不佳。在丹麦足球超级联赛创始的1991–92赛季结束后，他们进入保级资格赛。幸运的是，他们在资格赛中获得第二名，得以在1992–93赛季重回超级联赛，最终他们获得联赛银牌。
1993年，欧登塞赢得了第三个丹麦杯冠军。
1994–95赛季，欧登塞在歐洲足協盃表现出色。他们在首回合主场以2–3落后皇家马德里的情况下，在次回合客场以2–0绝杀击败了对手，成功闯入四分之一决赛。这场神奇的逆转吸引了整个欧洲的关注，被称为“马德里奇迹”。但在四分之一决赛，欧登塞的好运没有继续延续，他们以首回合0–1、次回合0–0的成绩负于帕爾馬，结束了自己的这轮欧洲赛事之旅。
1998年，欧登塞从超级联赛降级。但次年他们就在甲级联赛夺冠，重返超级联赛。此后他们成绩稳定，并多次取得联赛前四名，但均未能夺冠。
2002年、2007年，欧登塞夺得丹麦杯冠军。
2024年，欧登塞在2023–24赛季丹麦足球超级联赛中排名倒数第二，再次降级。

## 榮譽
- 丹麥頂級聯賽
  - 冠軍（3）：1977年、1982年、1989年
  - 亞軍（6）：1951年、1983年、1993年、2009年、2010年、2011年
- 丹麥盃
  - 冠軍（5）：1983年、1991年、1993年、2002年、2007年
  - 亞軍（2）：1974年、2022年
- 丹麥超級盃
  - 亞軍（1）：2002年

## 外部連結
- Official site （页面存档备份，存于）